# هارتفورد، شهرستان اوهایو، ایندیانا
هارتفورد (به انگلیسی: Hartford) یک منطقهٔ مسکونی در ایالات متحده آمریکا است که در ایندیانا واقع شده‌است. هارتفورد ۱۵۳٫۰۱ متر بالاتر از سطح دریا واقع شده‌است.